# Hakan Taş

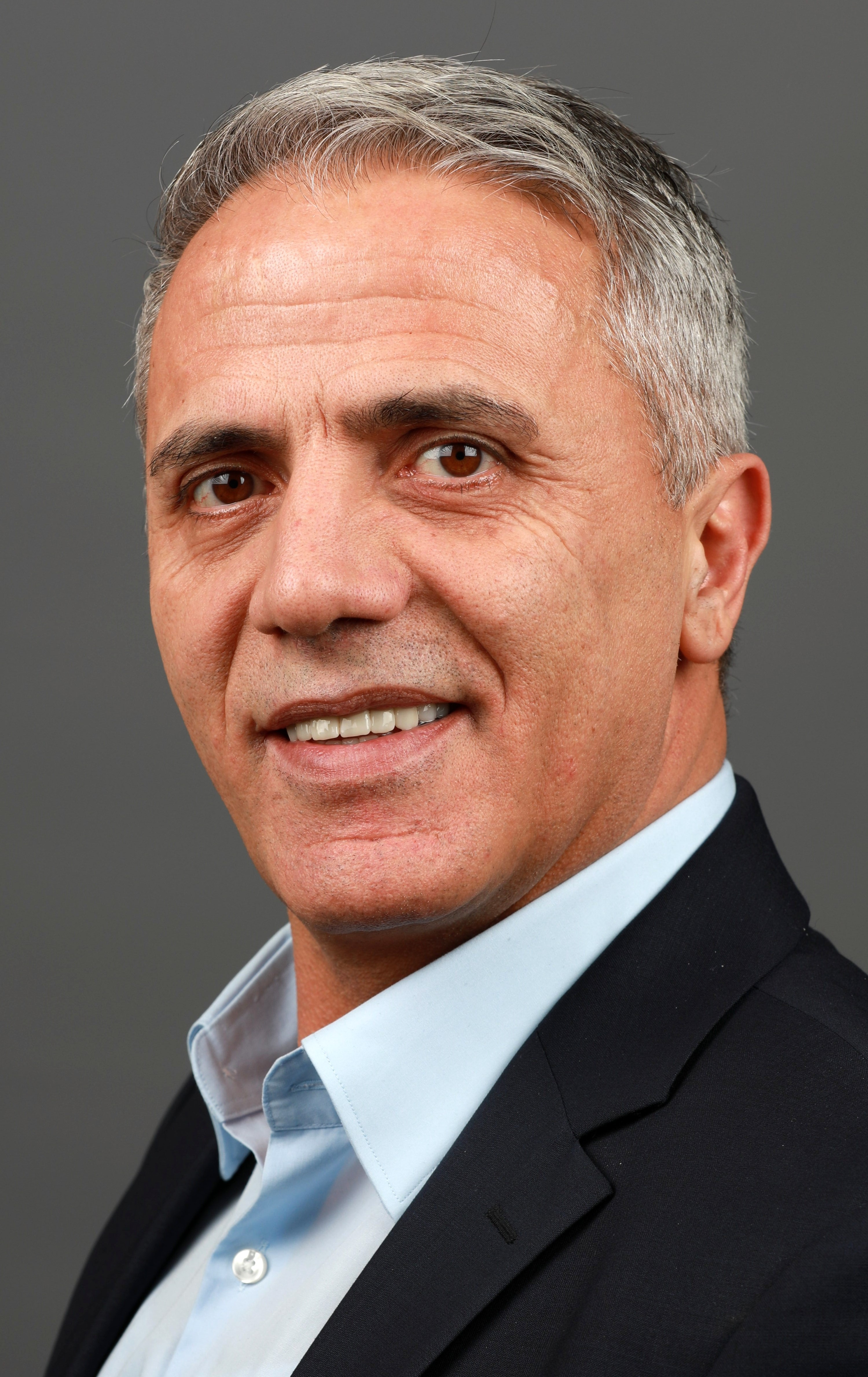
Hakan Taş (2017)

Hakan Taş (* 15. September 1966 in Kemah, Türkei) ist ein türkisch-deutscher Politiker (parteilos, früher Die Linke) und Autor.

## Leben
Hakan Taş wurde in der Türkei geboren und ist kurdisch-alevitischer Abstammung. Seit 1980 lebt er in Berlin. Hier absolvierte er ab 1983 eine Ausbildung zum Kaufmann und war zudem als Jugendvertreter, Betriebsrat und Gewerkschaftsvorstand aktiv. Später war er als Journalist und freier Autor tätig. Politisch engagierte er sich in der Partei Die Linke und dort insbesondere für die Rechte von Einwanderern. Bei der Wahl am 18. September 2011 gelang ihm der Einzug in das Abgeordnetenhaus von Berlin. Dort wurde Taş sicherheits-, integrations- und partizipationspolitischer Sprecher seiner Fraktion sowie Vorsitzender des Ausschusses für Arbeit, Integration und Soziales. Taş bekennt sich offen zu seiner Homosexualität. Bei der Wahl zum Abgeordnetenhaus von Berlin 2021 erhielt er kein Mandat.
Im Juni 2024 trat er aus der Partei Die Linke aus und kündigte seinen Wechsel zum Bündnis Sahra Wagenknecht an.

## Öffentliche Wahrnehmung
Als der Berliner Imam Abu Bilal Ismail bei seiner Freitagspredigt am 18. Juli 2014 Gaza als „Land des Dschihad“ und die Juden als „Schlächter von Propheten“ bezeichnete und für deren weltweite Vernichtung ein Gebet anstimmte, erstattete Taş gegen ihn Anzeige wegen Volksverhetzung und rief zugleich alle türkischstämmigen Bundes- und Landtagsabgeordneten dazu auf, sich der Anzeige anzuschließen. Taş gilt als Feindbild von deutschen und türkischen Rechtsextremisten und stand deshalb zeitweise unter Polizeischutz. Im Juni 2013 wurden an seiner Wohnung Runen und Todesdrohungen angebracht, im Dezember 2017 wurde er nach eigenen Angaben durch einen türkischen Rechtsextremisten ins Gesicht geschlagen. Am 15. Dezember 2018 leitete die Berliner Polizei Ermittlungen wegen Trunkenheit im Straßenverkehr und Unfallflucht gegen Taş ein, weil er alkoholisiert mit seinem Wagen eine Laterne gestreift haben und danach weitergefahren sein soll. In der Folge teilte Taş mit, dass er seinen Sprecherposten und seinen Posten im Fraktionsvorstand ruhen lasse. Der Rechtsausschuss des Abgeordnetenhauses hob im August 2019 die Immunität von Taş auf. Im Oktober 2019 erging ein Strafbefehl in Höhe von 5600 Euro (70 Tagessätze à 80 Euro) gegen Taş.